# Kult-Ur-Institut für interdisziplinäre Kulturforschung
Das Kult-Ur-Institut für interdisziplinäre Kulturforschung ist ein Verein zur interdisziplinären Erforschung der Kulturgeschichte. Es wurde ursprünglich von der Fachhochschule Wiesbaden gegründet, wird aber heute vom KULT-UR-INSTITUT für interdisziplinäre Forschung e.V. getragen. Der Trägerverein wurde mit Sitz in Lollschied gegründet, und hat heute seinen Sitz in Bettendorf in Rheinland-Pfalz.
Das Kult-Ur-Institut besteht seit 1988. Geschäftsführender Direktor ist Harald Braem. Zu den Mitgliedern zählte Thor Heyerdahl. Zu den Projekten zählt das ethno-archäologische Museum in Bettendorf.
Das Institut gibt neben Monographien die Zeitschrift KULT-UR-Notizen (ISSN 0947-0646) sowie die Studienreihen Imago mundi und Bibliographien aus dem KULT-UR-Institut e. V. heraus.